# Довгий (доплив Малої Шопурки)
До́вгий — струмок в Україні, у Рахівському районі Закарпатської області, лівий доплив Малої Шопурки (басейн Дунаю).

## Опис
Довжина струмка приблизно 3,5 км. Формується з багатьох безіменних струмків.

## Розташування
Бере початок на північному заході від гірської вершини Плешка. Тече переважно на південний захід через урочище Довгий і на північному заході від Кобилецької Поляни впадає у річку Малу Шопурку, праву притоку Шопурки.